# Pisa Sporting Club 1968-1969
Questa voce raccoglie i dati riguardanti il Pisa Sporting Club nelle competizioni ufficiali della stagione 1968-1969.

## Stagione
Nella stagione 1968-1969 dopo aver conquistato la promozione nell'annata precedente, il Pisa disputa il suo primo campionato di Serie A a girone unico. Con 20 punti in classifica si piazza in quindicesima posizione e retrocede in Serie B con il Varese e l'Atalanta. Lo scudetto lo conquista la Fiorentina con 45 punti, davanti alla coppia formata dal Cagliari e dal Milan seconde con 41 punti.
La squadra nerazzurra conduce una stagione sofferta, subendo alcune sconfitte con squadre più blasonate (ma anche un pareggio 1-1 con l'Inter). Ciononostante, alcune vittorie contro squadre di bassa classifica consentono di arrivare a primavera con speranze di salvezza ancora intatte. Nel finale di stagione il Pisa ha l'occasione di giocare le ultime due gare casalinghe contro squadre giudicate "abbordabili" quali Bologna e Vicenza, ma perde (0-1) la prima e pareggia (2-2) la seconda, fallendo così la possibilità di raggiungere proprio i veneti, anche a causa della vittoria di questi ultimi contro il Verona che coincide con la sconfitta dei toscani a Napoli nel turno conclusivo. Il Pisa si classifica dunque penultimo, ritornando subito in Serie B.
In Coppa Italia la squadra pisana viene eliminata nella fase iniziale, nel Quarto Girone di qualificazione, racimolando un punto in tre gare, frutto del pareggio (0-0) a Bari, con zero gol fatti e cinque subiti. Il Girone è stato vinto dal Foggia sulla Fiorentina per differenza reti.

## Rosa
| N. |                   | Ruolo | Calciatore          |
| -- | ----------------- | ----- | ------------------- |
|    | Italia (bandiera) | P     | Antonio Annibale    |
|    | Italia (bandiera) | P     | Ademaro Breviglieri |
|    | Italia (bandiera) | D     | Piero Lenzi         |
|    | Italia (bandiera) | D     | Roberto Gasparroni  |
|    | Italia (bandiera) | D     | Piero Gonfiantini   |
|    | Italia (bandiera) | D     | Alberto Coramini    |
|    | Italia (bandiera) | D     | Luciano Federici    |
|    | Italia (bandiera) | D     | Domenico Casati     |
|    | Italia (bandiera) | C     | Fabrizio Barontini  |

| N. |                   | Ruolo | Calciatore           |
| -- | ----------------- | ----- | -------------------- |
|    | Italia (bandiera) | C     | Alvaro Gasparini     |
|    | Italia (bandiera) | C     | Claudio Guglielmoni  |
|    | Italia (bandiera) | C     | Carlo Cervetto       |
|    | Italia (bandiera) | C     | Giuseppe Cosma       |
|    | Italia (bandiera) | A     | Pierpaolo Manservisi |
|    | Italia (bandiera) | A     | Sandro Joan          |
|    | Italia (bandiera) | A     | Giampaolo Piaceri    |
|    | Italia (bandiera) | A     | Luigi Mascalaito     |

## Risultati

### Serie A

#### Girone di andata
| Arbitro: | Branzoni (Pavia) |

|               |           |  |
| Mondonico 71’ | Marcatori |  |

| Arbitro: | De Marchi (Pordenone) |

|             |           |                         |
| Piaceri 13’ | Marcatori | 28’ Taccola 31’ Salvori |

| Arbitro: | Barbaresco (Cormons) |

|                       |           |          |
| Sormani 27’ Prati 82’ | Marcatori | 77’ Joan |

| Arbitro: | Francescon (Padova) |

|                  |           |                  |
| Picchi 2’ (aut.) | Marcatori | 18’ (rig.) Renna |

| Arbitro: | Gonella (Torino) |

|                |           |  |
| Mascalaito 67’ | Marcatori |  |

| Arbitro: | Gussoni (Tradate) |

|                                              |           |                                                 |
| Bui 8’ Petrelli 34’ Traspedini 37’, 49’, 82’ | Marcatori | 7’ Manservisi 19’ (rig.) Piaceri 85’ Mascalaito |

| Arbitro: | D'Agostini (Roma) |

|             |           |                     |
| Piaceri 19’ | Marcatori | 35’ (aut.) Federici |

| Arbitro: | De Robbio (Torre Annunziata) |

|                           |           |  |
| Anastasi 43’ Leoncini 61’ | Marcatori |  |

| Arbitro: | Monti (Ancona) |

|               |           |  |
| Barontini 87’ | Marcatori |  |

| Arbitro: | Toselli (Cormons) |

|                                                 |           |           |
| Piaceri 13’ (rig.) Joan 56’ Mascalaito 60’, 62’ | Marcatori | 44’ Troja |

| Arbitro: | Picasso (Cagliari) |

|                                         |           |  |
| Riva 54’ (rig.) Boninsegna 69’ Cera 80’ | Marcatori |  |

| Arbitro: | De Marchi (Pordenone) |

|                    |           |  |
| Mujesan 36’ (rig.) | Marcatori |  |

| Arbitro: | Lo Bello (Siracusa) |

|  |           |              |
|  | Marcatori | 37’ Amarildo |

| Arbitro: | Carminati (Milano) |

|              |           |                                |
| Tumburus 85’ | Marcatori | 45’ Manservisi 88’ Guglielmoni |

| Arbitro: | Sbardella (Roma) |

|           |           |  |
| Cosma 53’ | Marcatori |  |

#### Girone di ritorno
| Arbitro: | Motta (Monza) |

|                       |           |             |
| Mascalaito 85’ (rig.) | Marcatori | 36’ Ferrini |

| Arbitro: | Genel (Trieste) |

|                         |           |  |
| Spinosi 12’ Landini 40’ | Marcatori |  |

| Arbitro: | Monti (Ancona) |

|  |           |                        |
|  | Marcatori | 70’ (aut.) Gonfiantini |

| Arbitro: | Pieroni (Roma) |

|                                            |           |             |
| Tamborini 6’ Leonardi 73’ Renna 78’ (rig.) | Marcatori | 46’ Piaceri |

| Arbitro: | Sbardella (Roma) |

|             |           |           |
| Clerici 20’ | Marcatori | 57’ Cosma |

| Arbitro: | Di Tonno (Lecce) |

|                |           |              |
| Manservisi 77’ | Marcatori | 54’ Mazzanti |

| Arbitro: | Acernese (Roma) |

|                                          |           |  |
| S. Mazzola 27’, 64’ Gori 39’ Vastola 48’ | Marcatori |  |

| Pisa 23 marzo 1969 23ª giornata | Pisa             | 0 – 0 | Juventus | Stadio Arena Garibaldi\| Arbitro: \| Sbardella (Roma) \| |
| Arbitro:                        | Sbardella (Roma) |       |          |                                                          |

| Arbitro: | Carminati (Milano) |

|           |           |                               |
| Salvi 45’ | Marcatori | 12’ Piaceri 85’ (aut.) Morini |

| Arbitro: | Vacchini (Milano) |

|                |           |  |
| Pellizzaro 50’ | Marcatori |  |

| Pisa 20 aprile 1969 26ª giornata | Pisa                | 0 – 0 | Cagliari | Stadio Arena Garibaldi\| Arbitro: \| Lo Bello (Siracusa) \| |
| Arbitro:                         | Lo Bello (Siracusa) |       |          |                                                             |

| Arbitro: | Torelli (Milano) |

|  |           |             |
|  | Marcatori | 79’ Savoldi |

| Arbitro: | Sbardella (Roma) |

|                                          |           |          |
| Rizzo 4’ Maraschi 22’ (rig.), 51’ (rig.) | Marcatori | 83’ Joan |

| Arbitro: | Pieroni (Roma) |

|                      |           |                         |
| Casati 50’ Cosma 85’ | Marcatori | 8’ Cinesinho 64’ Vitali |

| Arbitro: | Carminati (Milano) |

|                              |           |                       |
| Sala 42’ Altafini 55’ (rig.) | Marcatori | 45’ (rig.) Mascalaito |

### Coppa Italia - Girone 4
| Bari 8 settembre 1968 1ª giornata | Bari                         | 0 – 0 | Pisa | Stadio della Vittoria\| Arbitro: \| De Robbio (Torre Annunziata) \| |
| Arbitro:                          | De Robbio (Torre Annunziata) |       |      |                                                                     |

| Arbitro: | Vacchini (Milano) |

|                                |           |  |
| Saltutti 25’, 43’ Garzelli 53’ | Marcatori |  |

| Arbitro: | Gussoni (Tradate) |

|  |           |                        |
|  | Marcatori | 76’ Rizzo 90’ Chiarugi |

## Statistiche

### Statistiche di squadra
| Competizione | Punti | In casa | In casa | In casa | In casa | In casa | In casa | In trasferta | In trasferta | In trasferta | In trasferta | In trasferta | In trasferta | Totale | Totale | Totale | Totale | Totale | Totale | DR  |
| Competizione | Punti | G       | V       | N       | P       | Gf      | Gs      | G            | V            | N            | P            | Gf           | Gs           | G      | V      | N      | P      | Gf     | Gs     | DR  |
| ------------ | ----- | ------- | ------- | ------- | ------- | ------- | ------- | ------------ | ------------ | ------------ | ------------ | ------------ | ------------ | ------ | ------ | ------ | ------ | ------ | ------ | --- |
| Serie A      | 20    | 15      | 4       | 7       | 4       | 14      | 12      | 15           | 2            | 1            | 12           | 12           | 32           | 30     | 6      | 8      | 16     | 26     | 44     | -18 |
| Coppa Italia | 1     | 2       | 0       | 1       | 1       | 0       | 2       | 1            | 0            | 0            | 1            | 0            | 3            | 3      | 0      | 1      | 2      | 0      | 5      | -5  |
| Totale       |       | 17      | 4       | 8       | 5       | 14      | 14      | 16           | 2            | 1            | 13           | 12           | 35           | 33     | 6      | 9      | 18     | 26     | 49     | -23 |

### Statistiche dei giocatori
| Giocatore      | Serie B  | Serie B | Coppa Italia | Coppa Italia | Totale   | Totale |
| Giocatore      | Presenze | Reti    | Presenze     | Reti         | Presenze | Reti   |
| -------------- | -------- | ------- | ------------ | ------------ | -------- | ------ |
| A. Annibale    | 29       | -42     | ?            | ?            | 29+      | -42+   |
| F. Barontini   | 20       | 1       | ?            | ?            | 20+      | 1+     |
| A. Breviglieri | 1        | -2      | ?            | ?            | 1+       | -2+    |
| D. Casati      | 15       | 1       | ?            | ?            | 15+      | 1+     |
| C. Cervetto    | 6        | 0       | ?            | ?            | 6+       | 0+     |
| A. Coramini    | 14       | 0       | ?            | ?            | 14+      | 0+     |
| G. Cosma       | 13       | 3       | ?            | ?            | 13+      | 3+     |
| L. Federici    | 15       | 0       | ?            | ?            | 15+      | 0+     |
| A. Gasparini   | 21       | 0       | ?            | ?            | 21+      | 0+     |
| R. Gasparroni  | 29       | 0       | ?            | ?            | 29+      | 0+     |
| P. Gonfiantini | 30       | 0       | ?            | ?            | 30+      | 0+     |
| C. Guglielmoni | 24       | 1       | ?            | ?            | 24+      | 1+     |
| S. Joan        | 22       | 3       | ?            | ?            | 22+      | 3+     |
| P. Lenzi       | 28       | 0       | ?            | ?            | 28+      | 0+     |
| P. Manservisi  | 29       | 3       | ?            | ?            | 29+      | 3+     |
| L. Mascalaito  | 29       | 6       | ?            | ?            | 29+      | 6+     |
| G. Piaceri     | 30       | 6       | ?            | ?            | 30+      | 6+     |